# Fade to Black (canção)
"Fade to Black" é uma canção da banda americana de heavy metal Metallica, parte do segundo álbum da banda, Ride the Lightning. O solo de “Fade to Black” foi rankeado como o 24º melhor solo pelos leitores da revista Guitar World. Em dezembro de 2012, o single recebeu a certificação de ouro da Recording Industry Association of America (RIAA). A música atingiu a posição 100 no Swiss Singles Chart em 2008. Em março de 2023, a Rolling Stone classificou "Fade to Black" como a 35ª na lista das "100 Maiores Músicas de Heavy Metal de Todos os Tempos".
"Fade to Black" é uma power ballad com letras sobre suicídio. Hetfield escreveu os versos porque se sentiu impotente após o roubo do equipamento da banda, antes do show de janeiro de 1984 em Boston. A música inicia com uma introdução de violão sobreposta com solos de guitarra elétrica. A música se torna progressivamente mais pesada e rápida, terminando com solos de guitarra em várias camadas. Os acordes arpegiados e o canto calmo eram incongruentes com as bandas de thrash metal da época e decepcionaram alguns dos fãs do Metallica. A estrutura da música prenuncia baladas posteriores da banda, como "Welcome Home (Sanitarium)", "One" e "The Day That Never Comes". "Fade to Black" foi lançada como um single promocional em 1984.

## Contexto
Em uma entrevista com o baterista Lars Ulrich no set de produção do "MTV Icon:  Metallica" em 2003, ele recordou como junto com seu companheiro de banda James Hetfield eram obcecados com a morte a época da gravação do álbum e da composição da música. Ela foi escrita depois que os equipamentos da banda, incluindo um amplificador muito raro, dado ao guitarrista e vocalista James Hetfield pela sua mãe, morta alguns anos atrás, foram roubados em Boston, MA, durante uma turnê no The Channel Club no dia 14 de janeiro de 1984. O acontecimento obrigou o Metallica a tocar o restante da turnê com equipamentos emprestados de amigos e de bandas conhecidas como o Anthrax.

## Covers
- A música também aparece no jogo Guitar Hero: Metallica.[9]